# Kriegsministerium (Wien)

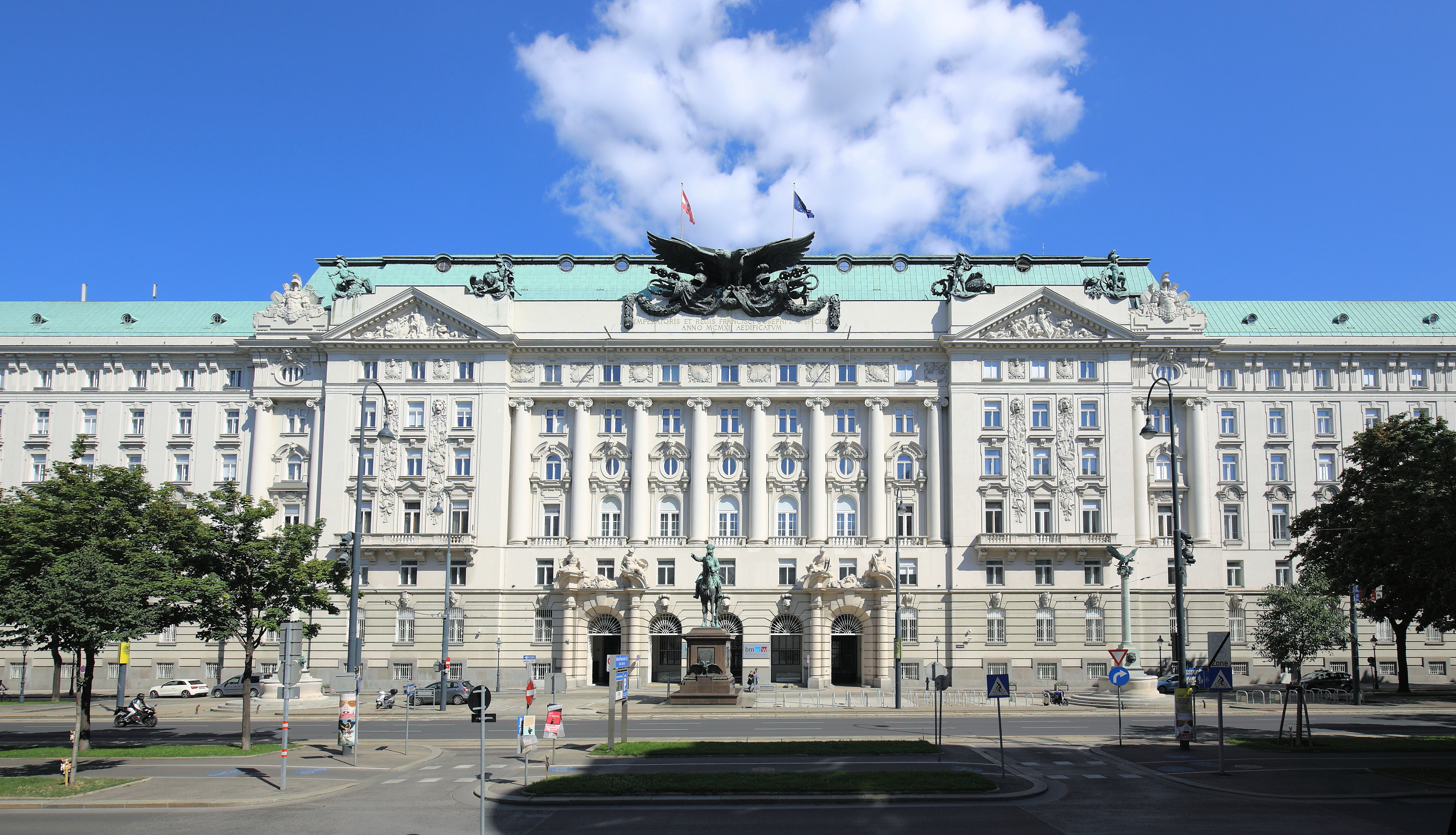
Ehemaliges k.u.k. Kriegsministerium am Stubenring 1, heute Sitz mehrerer Bundesministerien

Das Kriegsministerium genannte Gebäude am Stubenring im 1. Wiener Gemeindebezirk wurde in den Jahren 1909 bis 1913 unter der architektonischen Leitung Ludwig Baumanns errichtet. Zum Ministerium selbst siehe k.u.k. Kriegsministerium. Das Gebäude wird seit 1945 offiziell Regierungsgebäude genannt.

## Gebäudegeschichte

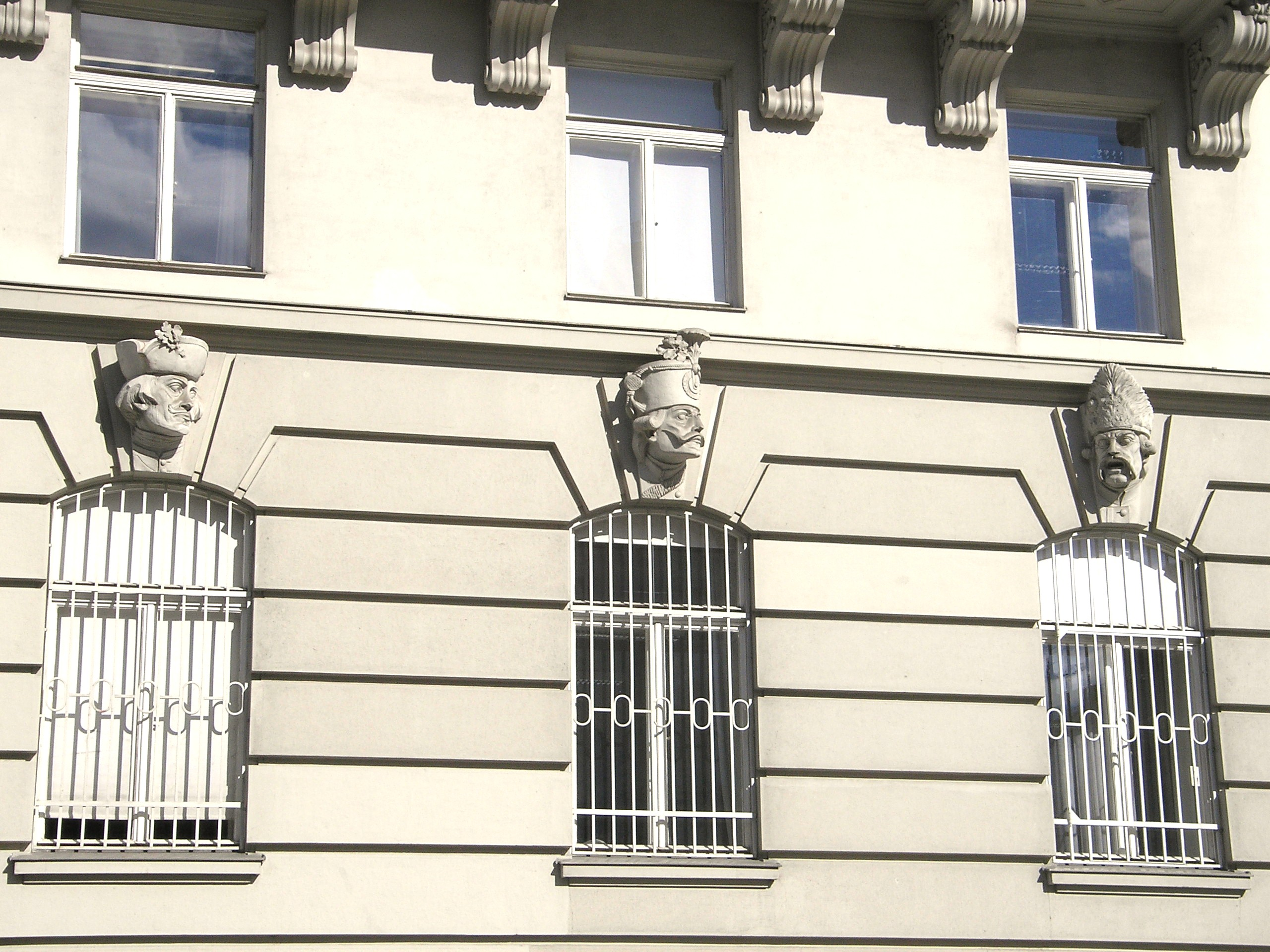
Idealisierte Köpfe von Soldaten aus der Monarchie

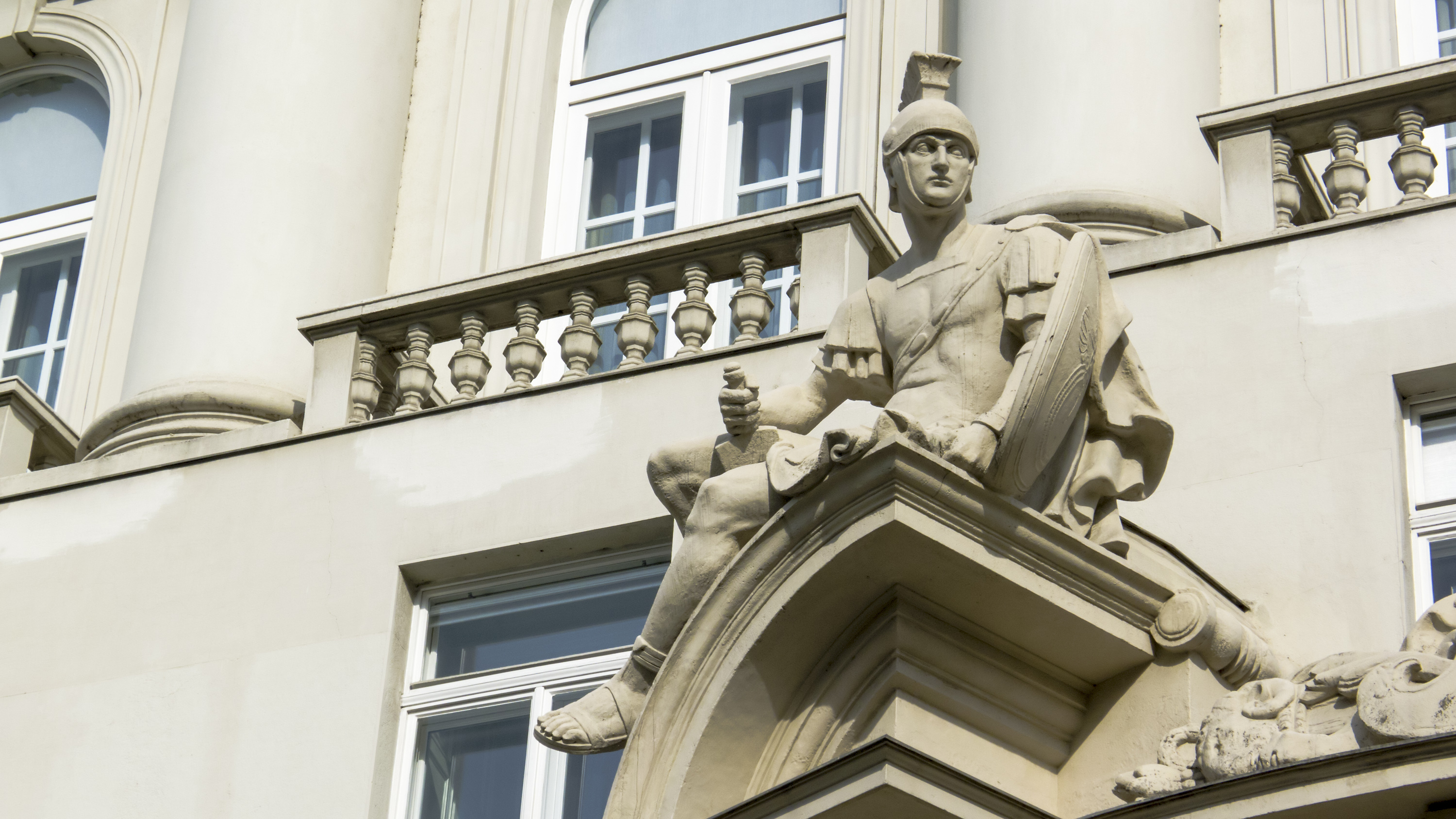
Römischer Krieger an der Fassade

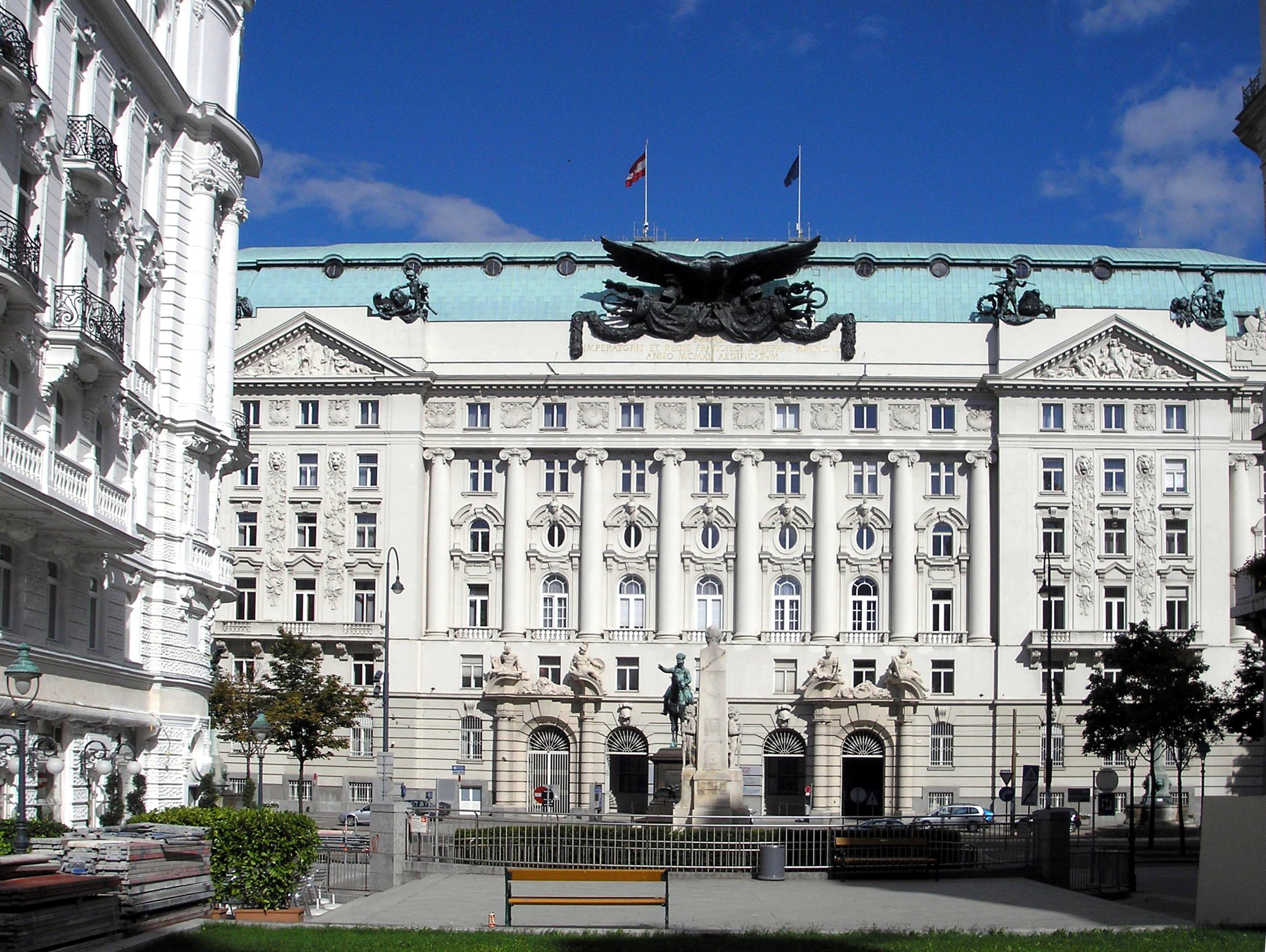
Der Mittelteil des Gebäudes und der Georg-Coch-Platz

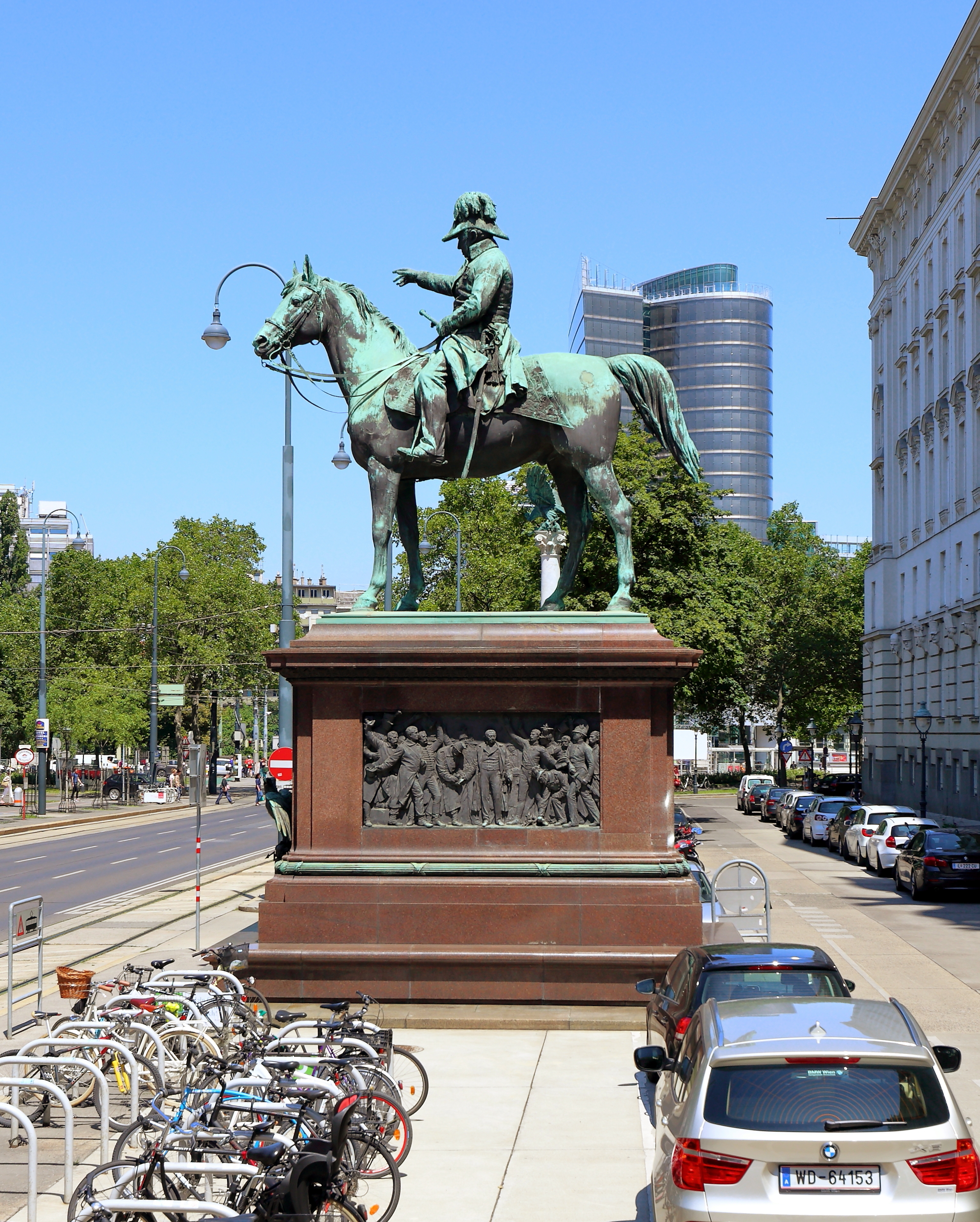
Denkmal für Feldmarschall Radetzky

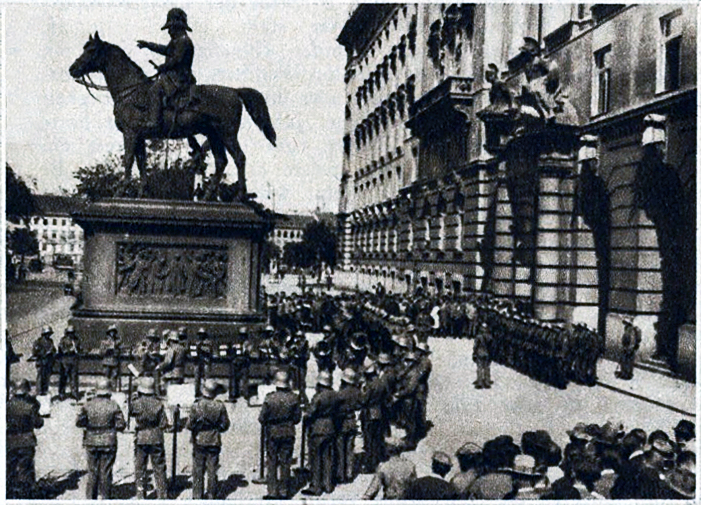
Wachablösung (vor 1931)

Das Kriegsministerium war um die Jahrhundertwende (um 1900) im Hofkriegsratsgebäude Am Hof 2 untergebracht und zur Hälfte in Privathäusern und Kasernen. Schon zu dieser Zeit beschloss man, ein neues Kriegsministerialgebäude zu errichten. Es begannen Verhandlungen mit dem Finanzministerium, der Gemeinde Wien und dem Syndikat für die Grundtransaktionen. Das Reichskriegsministerium sicherte sich eine mit Ende 1906 befristete Option auf den insgesamt rund 12.000 Quadratmeter großen Baugrund, auf dem das neue Gebäude später entstand. Im Dezember 1906 wurde die Option mit Zustimmung von Kaiser Franz Joseph I. tatsächlich ausgeübt und der Neubau in der Folge vorbereitet. Die Medien wurden Anfang 1907 im Detail informiert. Ebenfalls 1907 begann ein architektonischer Wettbewerb zum Bau (siehe Abschnitt Wettbewerbsprojekte).
Das Siegerprojekt „Maria Theresia“ wurde vom Architekten Ludwig Baumann eingereicht. Er hatte 1902 ein neues Gebäude für die k.k. Akademie für Orientalische Sprachen errichtet, das heute als Botschaft der Vereinigten Staaten in Wien verwendet wird. Weiters war er während des Baus des neuen Kriegsministeriums auch Bauleiter der Neuen Hofburg. Im Mai 1909 begannen die Erdarbeiten, am 1. Juli 1909 wurde die Bauleitung aktiviert und mit Oktober desselben Jahres der Bau vorangetrieben.
Auf Verlangen von Erzherzog Thronfolger Franz Ferdinand von Österreich-Este, der auf Wunsch des Kaisers besonderen Anteil am Militär nahm, wurde in der Mitte der Fassade als Bekrönung ein so großer bronzener Adler (Flügelspannweite 16 m) aufgesetzt, dass hinter der dadurch notwendig gewordenen hohen Attika ein weiteres – ursprünglich nicht geplantes – Stockwerk untergebracht werden konnte. Weiters mussten die beiden zu unansehnlichen Haupttore kräftiger gestaltet werden.
Nach der Fertigstellung übersiedelte das k.u.k. Kriegsministerium (am 20. September 1911 war die Bezeichnung Reichskriegsministerium vom Monarchen auf ungarischen Wunsch aufgegeben worden) ab 1. Mai 1913 hierher. Im Sommer 1912 war bereits das Denkmal des Feldmarschalls Josef Wenzel Graf Radetzky von Radetz hierher übertragen worden. Die Glocken für die nun elektrische Turmuhr wurden ebenfalls vom alten Gebäude mitgenommen. Künstlerisch ausgestaltete Räume des alten Ministeriums wurden im neuen Gebäude kopiert. Dabei wurden die Täfelungen der Fest- und Empfangsräume mitgenommen und die Einrichtung des Gobelinsaals, den ursprünglich Kaiserin Maria Theresia für den Hofkriegsrat ausschmücken ließ.
Der Bau mit einer Frontlänge von 200 Meter hat eine Grundfläche von 9632 Quadratmeter. Der Rest des 13.800 Quadratmeter großen Bauplatzes ist auf neun Höfe verteilt, von denen einer von 40 Meter Länge mit einem Glasdach versehen wurde und als Reitschule diente. Das Gebäude umfasst sieben Stockwerke und das Mansardengeschoß, und die etwa tausend Räume erhalten durch etwa 2.500 Fenster Licht.
Das Ministerium war für die Führung und Verwaltung des gemeinsamen Heers (im Krieg Armee genannt) und die Kriegsmarine zuständig. Für die k.u.k. Marinesektion, die für die Verwaltung der Kriegsmarine zuständige Sektion des Ministeriums, wurde an der benachbarten Vorderen Zollamtsstraße ein eigenes Gebäude errichtet.
1913 wurde auf dem Dach eine Funkanlage installiert, der kurz nach Kriegsbeginn 1914 eine weitere Anlage folgte, die aber nicht genutzt wurde. Die Antenne des Funktelegraphen wurde durch ein dichtes Netz von Siliziumbronzedrähten unter der gesamten Fassade des Gebäudes ersetzt. Dadurch blieb die Funkanlage als einzige unbeschädigt und war zwischen 25. November 1918 und 1. Februar 1919 der einzige betriebsbereite Telegrafiesender in Österreich. Mit dem Umbau des 1913 errichteten Senders zur Sprachübertragung im Jahr 1923 wurde das ehemalige Kriegsministerium zum Geburtsort des Hörfunks in Österreich.
Das Ministerium war mit dem Zerfall Österreich-Ungarns Ende Oktober 1918 obsolet geworden und war laut Beschluss der Provisorischen Nationalversammlung für Deutschösterreich vom 12. November 1918 aufzulösen.
In den 1920er Jahren hatte das Österreichische Jugendrotkreuz seinen Sitz im Gebäude des ehemaligen Kriegsministeriums am Stubenring 1 im 1. Wiener Gemeindebezirk.
Hartnäckig hält sich das Gerücht, dass auf dem großen Doppeladler ursprünglich die österreichische Kaiserkrone in überdimensionaler Nachbildung aufgesetzt gewesen sei. Diese sei nach 1918 abgenommen worden. Dies lässt sich jedoch durch nichts belegen, auch wurden bei Restaurierungsarbeiten der jüngeren Zeit keinerlei Spuren an der Doppeladler-Monumentalplastik gefunden, die auf die vorherige Existenz einer solchen Krone schließen lassen würden. (Außerdem wäre nach den beim Ausgleich mit Ungarn 1867 angenommenen und in den folgenden Jahrzehnten ausgestalteten Grundsätzen der Doppelmonarchie die ungarische Königskrone gleichwertig mit der österreichischen Kaiserkrone anzubringen gewesen.)
Auf der Rückseite des Gebäudes war auf der Attika-Zone ein Schriftzug mit dem Motto „Si vis pacem para bellum“ (Wenn du den Frieden willst, so rüste zum Kriege) angebracht. Dieser wurde im Zuge der Sanierung des Gebäudes nach 1945 entfernt.
In der Zwischenkriegszeit wurde das Gebäude vom Bundesheer benutzt und 1938–1945 von der Wehrmacht. Während des Zweiten Weltkrieges wurde das Gebäude von einer Bombe getroffen, die aber keinen großen Schaden anrichtete. Erst in der Schlacht um Wien 1945 wurde das Gebäude schwer beschädigt.
Ab 1952 konnte es wieder bezogen werden und wurde nun von verschiedenen Bundesministerien genützt, vor allem vom Wirtschafts-, früher Handelsministerium und vom Sozialministerium. Die vor 1945 existierenden kuppelartigen Dachaufbauten, die dazu beitrugen, die lange, etwas monotone Fassade zu gliedern, wurden bei der vereinfachten Wiederherstellung des Daches weggelassen.
Heute ist das Regierungsgebäude der Hauptsitz von insgesamt drei Ministerien; dem Bundesministerium für Soziales, Gesundheit, Pflege und Konsumentenschutz, dem Bundesministerium für Landwirtschaft, Regionen und Tourismus sowie weiters vom Bundesministerium für Digitalisierung und Wirtschaftsstandort.
Im Juli 2024 wurde eine Gedenktafel zu Ehren des Widerstandskämpfers Carl Szokoll enthüllt.

## Wettbewerbsprojekte
1901 wurde eine interne Konkurrenz der Militärbauingenieure abgehalten. Das daraus hervorgegangene „Generelle Projekt über den Neubau eines Kriegsgebäudes“ von Feldzeugmeister Joseph Edlem von Ceipek, dem Stellvertreter des Generalbauingenieurs, stellte die Richtlinie für den am 15. Dezember 1907 ausgeschriebenen Architektenwettbewerb dar.
166 Architekten bestellten die Wettbewerbsunterlagen, 66 davon reichten bis zum 15. April 1908 ihre Entwürfe ein. Hier werden einige der Projekte, darunter das letztlich ausgeführte, kurz skizziert:
Projekt „Homo“
Das Projekt „Homo“ des Architekturrebellen Adolf Loos (er hielt sich, siehe sein wenig später erbautes Haus ohne Augenbrauen, nicht an den offiziell geschätzten Historismus) wurde in der ersten Sitzung ausgeschieden, da er Fassadenpläne, den Nachweis der verbauten Fläche und des umbauten Raumes sowie einen Kostenvoranschlag absichtlich nicht mitlieferte. Der Entwurf sollte für sich selbst sprechen.
Projekt „Pallas“
Offiziell wurde das Projekt von Otto Wagner, der heute als wichtigster Architekt Wiens um 1900 gilt, wegen Nichteinhaltung wichtiger Ausschreibungsbedingungen und Anforderungen des Bauprogramms ausgeschieden. Wagner begründete dies damit, nur so einen annähernd symmetrischen Grundriss erhalten und die Räumlichkeiten zweckmäßiger anordnen zu können.
Wagner hatte kurz vor dem Wettbewerb das k.k. Postsparkassenamt errichtet, das dem Haupteingang des Kriegsministeriums axial gegenüberliegt. Der Thronfolger war allerdings als Gegner der beginnenden Wiener Moderne, deren bekanntester Vertreter Otto Wagner war, bekannt.
In einer nicht veröffentlichten Antwort auf einen Zeitungsartikel über den Neubau des Kriegsministeriums bemängelte Ceipek die Programmwidrigkeiten, aber auch die seiner Ansicht nach eintönige Gestaltung der Fassade durch Wagner.
Projekt von Leopold Bauer
Das Projekt von Leopold Bauer (er begann 1911 mit dem Bau des Gebäudes der heutigen Österreichischen Nationalbank) versuchte den militärischen Zweck des Verwaltungsgebäudes durch die Andeutung mittelalterlicher Festungsanlagen und einen mächtigen Turm deutlich zu machen. Es war dieser Turm, der die zu erwartenden Kosten zu sehr in die Höhe trieb. Deshalb wurde der Entwurf zwar angekauft, aber nicht realisiert.
Projekt „Eugenio von Savoy“
Max von Ferstel, Sohn des prominenten Architekten Heinrich von Ferstel und durchaus viel beschäftigt, entwarf das Projekt „Eugenio von Savoy“, das weder preisgekrönt noch angekauft und auch nicht gelobt wurde. Er versuchte die über 200 Meter lange Hauptfront zur Wiener Ringstraße mit einer vielfältig gegliederten Fassadeneinteilung zu gestalten.
Siegerprojekt „Maria Theresia“
Das Projekt „Maria Theresia“ wurde vom Architekten Ludwig Baumann eingereicht, der gleichzeitig, mit dem Thronfolger als Vertreter des Bauherrn, als Bauleiter der Erweiterung der Hofburg um die Neue Burg fungierte. Dass Baumann seinen Entwurf mit dem Projektnamen „Maria Theresia“ versah, könnte damit zu tun gehabt haben, dass der Thronfolger den Baustil Maria Theresias als den schönsten bezeichnet hatte. Baumann könnte veranlasst gewesen sein, schon mit dem Projektnamen Franz Ferdinands Zustimmung zu stimulieren.